# Bas-Congo-Virus
Das Bas-Congo-Virus (englisch Bas-Congo [tibro]virus, BASV; Spezies Tibrovirus congo) ist ein mit drei im Jahre 2009 aufgetretenen Fällen von hämorrhagischem Fieber assoziierter Erreger aus der Familie der Rhabdoviridae. Die Erkrankungen traten im Ort Mangala in der Demokratischen Republik Kongo auf und zeichneten sich durch einen fulminanten Verlauf aus. Zwei der drei Patienten starben, beim Überlebenden und einer vierten, nicht erkrankten Kontaktperson wurden Antikörper gegen BASV nachgewiesen.

## Entdeckung
Entdeckt wurde das Virus, nachdem die bekannten Erreger des hämorrhagischen Fiebers ausgeschlossen wurden. Im Serum des überlebenden Patienten wurde BASV in Form von RNA-Kopien gefunden; das Genom wurde großenteils mittels Deep Sequencing rekonstruiert. Laut Stammbaumanalysen unterscheidet BASV sich deutlich von anderen bekannten Rhabdoviren.
Als ungewöhnlich angesehen wird vor allem die Tatsache, dass die Infektion mit BASV beim Menschen offenbar zu hämorrhagischem Fieber führt, ein Krankheitsbild, das beim Menschen bis dahin nicht im Zusammenhang mit Rhabdoviren aufgetreten ist. Allerdings ist bei Fischen die Virale Hämorrhagische Septikämie bekannt, eine durch Viren der Gattung Novirhabdovirus verursachte Krankheit, die mit Blutungen einhergeht. Für den Menschen relevant sind bislang vor allem die verschiedenen Vertreter der Gattung Lyssavirus, die das Krankheitsbild der Tollwut verursachen.

## Krankheitsverlauf und Übertragung
Die mit dem Bas-Congo-Virus assoziierte Erkrankung beim Menschen zeichnet sich durch einen akuten, schweren Verlauf aus. Allerdings gibt es auch Hinweise, dass Infektionen asymptomatisch verlaufen können. Die Krankheit setzt plötzlich ein; Symptome sind hohes Fieber, Übelkeit, Erbrechen, Durchfall, Bauchschmerz, Kopfschmerz und Erschöpfung. Sehr schnell treten Blutungen (Nasen- und Zahnfleischbluten, Bluterbrechen, blutiger Durchfall) auf. Ein Patient zeigte Einblutungen in die Augen. Der Tod trat bei den beiden verstorbenen Patienten zwei bzw. drei Tage nach Einsetzen der Symptome ein, in beiden Fällen durch Kreislaufversagen. Ein dritter Infizierter überlebte die Erkrankung.
Die beiden zuerst Infizierten waren Schüler, die aber in den Tagen vor der Erkrankung keinen nachgewiesenen persönlichen Kontakt zueinander hatten, die Quelle der Primärinfektion ist unbekannt. Der dritte Erkrankte war ein Krankenpfleger, der die beiden Schüler bis zu ihrem Tod betreute. Dies deutet darauf hin, dass BASV sich durch engen Kontakt über Körperflüssigkeiten überträgt, eine Übertragung durch Tröpfcheninfektion hätte wahrscheinlich eine größere Ausbreitung zur Folge gehabt. Eine vierte Kontaktperson wies Antikörper gegen BASV auf, erkrankte jedoch nicht.